# Magdalena Fręchová
Magdalena Fręchová (* 15. prosince 1997 Lodž) je polská profesionální tenistka. Ve své dosavadní kariéře na okruhu WTA Tour vyhrála jeden turnaj ve dvouhře. Jednu singlovou trofej vybojovala v sérii WTA 125. V rámci okruhu ITF získala šest titulů ve dvouhře a čtyři ve čtyřhře.
Na žebříčku WTA byla ve dvouhře nejvýše klasifikována v říjnu 2024 na 22. místě a ve čtyřhře v srpnu 2022 na 174. místě. Trénuje ji Andrzej Kobierski.
V polském týmu Billie Jean King Cupu debutovala v roce 2016 baráži 2. světové skupiny proti Tchaj-wanu, v níž vyhrála i prohrála po jedné dvouhře . Tchajwanky zvítězily 4:1 na zápasy. Do listopadu 2024 v soutěži nastoupila ke čtrnácti mezistátním utkáním s bilancí 7–6 ve dvouhře a 3–1 ve čtyřhře.

## Tenisová kariéra

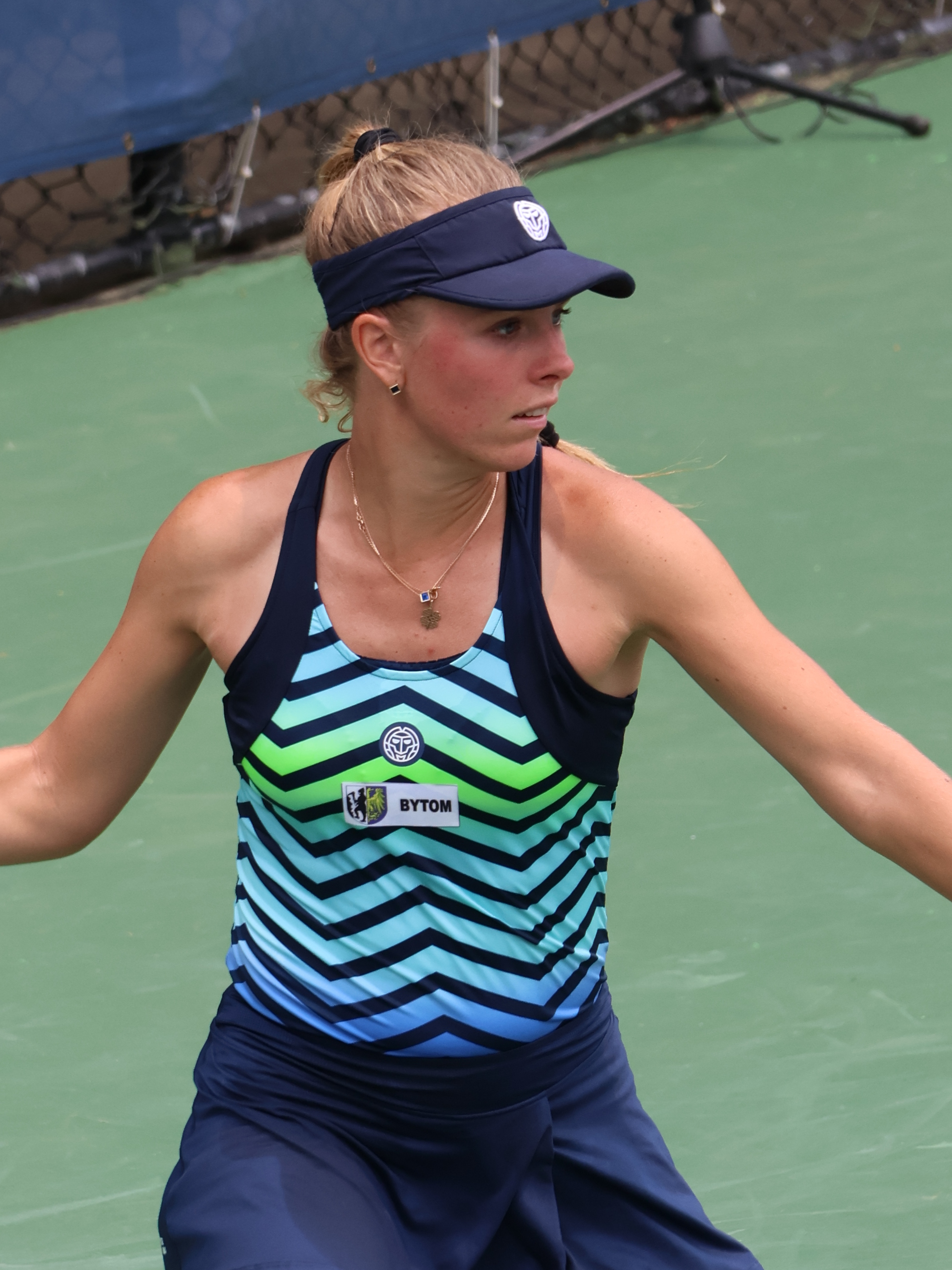
Forhend na Washington Open 2023

V rámci hlavních soutěží událostí okruhu ITF debutovala v květnu 2012, když na turnaj ve Varšavě s dotací 10 tisíc dolarů obdržela divokou kartu. Ve druhém kole podlehla Američance z deváté světové stovky Caitlin Whoriskeyové. Ve varšavském deblu skončila s krajankou Kawaovou v první fázi. Premiérový singlový titul v této úrovni tenisu vybojovala v březnu 2016 na nišitamské události s rozpočtem deset tisíc dolarů. Ve finále přehrála Japonku Mai Minokošiovou.
Na okruhu WTA Tour oficiálně debutovala ve čtyřhře BNP Paribas Katowice Open 2013. K utkání úvodního kola však s krajankou Katarzynou Pykovou nenastoupily. V kvalifikaci katovické dvouhry uhrála jen tři gemy na Rumunku Ioanu Ralucu Olaruovou. O rok později na BNP Paribas Katowice Open 2014 si zahrála první singlový zápas na túře WTA, v němž podlehla Rakušance ze čtvrté světové desítky Yvonne Meusburgerové.
Debut v hlavní soutěži nejvyšší grandslamové kategorie zaznamenala v ženském singlu Australian Open 2018 po zvládnuté tříkolové kvalifikaci, v níž na její raketě postupně dohrály Miju Katová, Sofja Žuková a Kayla Dayová. V úvodním kole dvouhry však nenašla recept na Španělku Carlu Suárezovou Navarrovou, které patřilo třicáté deváté místo světového žebříčku. Do prvního finále na okruhu WTA Tour postoupila na antukovém Livesport Prague Open 2024. V něm však uhrála jen tři gamy na krajanku a čtyřicátou osmou hráčku žebříčku, Magdu Linetteovou. Poprvé v otevřené éře, zahájené v roce 1968, se ve finále nejvyššího profesionálního okruhu utkaly dvě Polky.
První titul na okruhu WTA Tour vyhrála během zářijového Guadalajara Open Akron 2024, součásti kategorie WTA 500. Z pozice páté nasazené postoupila do finále přes Eminu Bektasovou, Ashlyn Kruegerovou, Marinu Stakusicovou a francouzskou světovou třicítku Caroline Garciaovou. Ve finále přehrála australskou kvalifikantku z poloviny druhé stovky Olivii Gadeckou po dvousetovém průběhu. V roce 2024 se stala devátou šampionkou, která získala první kariérní trofej. Po skončení se v polovině září 2024 posunula na nové žebříčkové maximum, 32. místo. Ve 21. století ovládla dvouhru na turnajích WTA jako čtvrtá Polka, po Agnieszce Radwańské, Linetteové a Świątekové.

## Finále na okruhu WTA Tour

### Dvouhra: 2 (1–1)
| Legenda            |
| ------------------ |
| Grand Slam (0)     |
| Turnaj mistryň (0) |
| WTA 1000 (0)       |
| WTA 500 (1–0)      |
| WTA 250 (0–1)      |

| Stav       | č. | datum             | turnaj              | kategorie | povrch | soupeřka ve finále | výsledek      |
| ---------- | -- | ----------------- | ------------------- | --------- | ------ | ------------------ | ------------- |
| Finalistka | 1. | 26. července 2024 | Praha, Česko        | WTA 250   | antuka | Magda Linetteová   | 2–6, 1–6      |
| Vítězka    | 1. | 16. září 2024     | Guadalajara, Mexiko | WTA 500   | tvrdý  | Olivia Gadecká     | 7–6(7–5), 6–4 |

## Finále série WTA 125
| Legenda                  |
| ------------------------ |
| D – dvouhra; Č – čtyřhra |
| WTA 125 (1–0 D)          |

### Dvouhra: 1 (1–0)
| Stav    | č. | datum      | turnaj                 | povrch | soupeřka ve finále | výsledek      |
| ------- | -- | ---------- | ---------------------- | ------ | ------------------ | ------------- |
| Vítězka | 1. | srpen 2021 | Concord, Spojené státy | tvrdý  | Renata Zarazúová   | 6–3, 7–6(7–4) |

## Tituly na okruhu ITF
| Dotace turnajů okruhu ITF | Dotace turnajů okruhu ITF |
| ------------------------- | ------------------------- |
| 100 000 $ tournaments     | 80 000 $ tournaments      |
| 75 000 $ tournaments      | 60 000 $ tournaments      |
| 50 000 $ tournaments      | 25 000 $ tournaments      |
| 15 000 $ tournaments      | 10 000 $ tournaments      |

### Dvouhra (6 titulů)
| Č. | datum       | turnaj                               | povrch | poražená finalistka   | výsledek           |
| -- | ----------- | ------------------------------------ | ------ | --------------------- | ------------------ |
| 1. | březen 2016 | Nišitama, Japonsko                   | tvrdý  | Mai Minokošiová       | 7–5, 6–4           |
| 2. | srpen 2017  | Lipsko, Německo                      | antuka | Richèl Hogenkampová   | 6–2, 7–6(7–3)      |
| 3. | srpen 2017  | Braunschweig, Německo                | antuka | Olga Sáezová Larrová  | 6–2, 2–6, 7–6(7–3) |
| 4. | leden 2020  | Canberra, Austrálie                  | tvrdý  | Patricia Maria Țigová | bez boje           |
| 5. | září 2021   | Praha, Česko                         | antuka | Tereza Smitková       | 6–2, 6–1           |
| 6. | říjen 2023  | Les Franqueses del Vallès, Španělsko | tvrdý  | Sara Erraniová        | 7–5, 4–6, 6–4      |

### Čtyřhra (4 tituly)
| Č. | datum         | turnaj                     | povrch    | spoluhráčka          | poražené finalistky                  | výsledek         |
| -- | ------------- | -------------------------- | --------- | -------------------- | ------------------------------------ | ---------------- |
| 1. | červen 2017   | Manchester, Velká Británie | tráva     | An-Sophie Mestachová | Čang Kchaj-čen Marina Erakovicová    | 6–4, 7–6(7–5)    |
| 2. | říjen 2018    | Joué-lès-Tours, Francie    | tvrdý (h) | Bibiane Schoofsová   | Miriam Kolodziejová Jesika Malečková | 5–7, 6–2, [10–3] |
| 3. | říjen 2020    | Macon, Spojené státy       | tvrdý     | Katarzyna Kawaová    | Francesca Di Lorenzová Jamie Loebová | 7–5, 6–1         |
| 4. | listopad 2019 | Charleston, Spojené státy  | antuka    | Katarzyna Kawaová    | Astra Sharmaová Majar Šarífová       | 4–6, 6–4, [10–2] |